# Euxoa abar
Euxoa abar är en fjärilsart som beskrevs av John Kern Strecker 1899. Euxoa abar ingår i släktet Euxoa och familjen nattflyn. Inga underarter finns listade i Catalogue of Life.